# امیر پازواری
شیخ العجم امیر پازواری معروف به امیر الشعرا و امیر مازندرانی و با تخلص امیر (زاده: قرن ۹ ه‍.ش در منطقه پازوار در حومه بابل مازندران) شاعر و عارف نامی مازندرانی که در طبرستان به کسب علم پرداخت. وی از پیروان شیعه دوازده‌امامی بود. عمدهٔ شهرت وی به واسطه اشعار عاشقانه و عارفانه است. یکی از روایاتی که در مورد اوست این مطلب است که او پس از تصرف مازندران به دست شاه عباس صفوی به وی پیوست و از شاه القابی دریافت کرد. به‌گفته دانشنامه ایرانیکا وی شخصیتی مشکوک‌الوجود است و مشخص نیست آیا همچین شخصیتی واقعا وجود داشته یا اینکه اشعار وی را دیگران برایش نوشته‌اند.
پس از مرگ شاه عباس او به پازوار بازگشت و تا آخر عمر در آنجا زیست؛ روایتی نیز نقل می‌کند که وی ملک‌الشعرای دربار خیرالنساء بیگم مادر شاه‌عباس بوده و در پیش از جلوس شاه‌عباس نیز در دربار صفویه نقش برجسته‌ای داشته.
بنا به گزارش دانشنامه ایرانیکا امیر پازواری شخصیتی نیمه افسانه‌ای است که گزارش منطقی و هماهنگی درباره او وجود ندارد.

## آواز امیری
اشعاری از او باقی‌مانده که بیشتر در مدح علی بن ابی‌طالب گفته شده‌است. امروزه اشعار او در قالب گونه‌ای از آواز با نام آواز امیری یا امیری خوانی در بین مردم مازندران رواج دارد. اشعار او بیشتر دو بیتی بوده و با عبارت «امیر گته» (به فارسی: امیر می‌گفت) شروع می‌شود و در اکثر مواقع به صورت سؤال و جواب شعری آورده می‌شود.
- « نمونه‌ای از آواز امیری »[۱۰]

## تخمین زمان سرودن
زمان سرودن کنزالاسرار از روی اشعار امیرپازواری تخمین زده شده است و طول عمر این عصر به اواسط عصر صفوی و دوران شاه عباس صفوی می رسد.
| آن شهریور ماه که اول ویهاره |  | شروت به صحراهشنی قالیها ره |

- آن شهریورماه که اول بهار است
- آن ماه گیا(شربت) به صحرا انداخت قالی‌ها را

شهریورماه طبری در اوایل قرن یازدهم با بهار در یک زمان قرار داشته است بنابراین سال سرودن کنزالاسرار به قرن یازدهم مصادف با دوران حکومت شاه عباس می رسد.
| تو نسل آن شاهی که بغض نداشته شه دل |  | سی اشتر قطار یک روز هدا به سایل |
| سه قرن پیشتر داشته یک دسته گل      |  | هدا به سلمون سلمون بویه قابل    |

- تو از نسل آن پادشاه هستی که در دل خود کینه نداشت
- سی قطار شتر را در یک روز به گدا داد
- سه قرن پیشتر سه دسته گل داشت
- (آن را) به سلمان داد سلمان ارزش پیدا کرد

در گذشته سه نوع قرن را به نام واحدی برای زمان به کار می بردند، نخست قرن کوچک که سی سال بوده است و دوم قرن متوسط که صد سال بوده است و سوم قرن بزرگ که سیصد سال بوده است. از آنجا سه قرن پیشتر که شاعر به کار برده است حدود نهصد سال می شود و مراد از سلمون همان سلمان فارسی یکی از صحابه های پیامبر بوده است. شاعر چنین آورده است که حدود نهصد سال پیش سلمان دسته گل اسلام را از پیامبر دریافت کرد و قابل شد و طبق این بیت زمان سروده شدن کنزالاسرار اواخر قرن دهم بوده است.
| ای رومیان چادر بزونه ایرون     |  | خرگاه بزه هر گوشه هزار دلیرون |
| ای که ازبک تیغ ره در آره کالون |  | تا وهمن نییته اونوره به تالون |

- باز رومیان (عثمانی‌ها) در ایران چادر زده‌اند
- در هر گوشه هزاران دلیر خرگاه زده‌اند
- باز ازبک تیغ را از غلاف درآورد
- تا بهمن (پهلوان) نیاید آن‌ها به تاراج (از بین) نمی‌روند

امیر در این شعر دوباره چادر زدن رومیان (ترکان عثمانی؛ به سکنه آسیای صغیر رومی گفته میشد) در ایران و دوباره حمله کردن ازبک‌ها و در آوردن تیغ از نیام توسط آنها دم زده است. تاریخ صفویه نشان می دهد اولین حمله عثمانی‌ها و ازبک‌ها به ایران در زمان شاه اسماعیل و حمله‌های بعدی آنها در زمان شاه تهماسب و شاه عباس بوده است.
بنابراین  کنزالاسرار یا دیوان امیرپازواری اواخر قرن دهم و اوایل قرن یازدهم سروده شده است که مصادف با پادشاهی شاه عباس صفوی می باشد و طبق نظر پژوهشگران دیوان امیر پازواری در قرن یازدهم موجود بوده است که مستشرقان اروپایی بر اساس آن کتاب کنزالاسرار را به چاپ رساندند.

## پازواری در اشارت تاریخی
در هیچ‌یک از متون به جا مانده از سده ششم تا دوازدهم هجری نشانی از پازواری نیست. نخستین بار الکساندر خودزکو ایران‌شناس لهستانی در سال ۱۸۴۲میلادی از او با نام شیخ‌العجم امیر پازواری نام برد و چند سروده از او را چاپ نمود. همچنین برنهارد درن خاورشناس روسی با همکاری میرزا محمد شفیع بارفروشی در سن پترزبورگ مجموعه‌ای با نام کنزالاسرار با ترجمه فارسی به چاپ رساند. در ایران نیز نخستین بار رضاقلی خان هدایت طبرستانی در نوشته‌هایش به پازواری اشاره کرده‌است.

## یادبودها
هر ساله در استان مازندران جشنواره‌ای با مضمون اشعار این شاعر برگزار می‌گردد. اکنون به یاد این شاعر شیرین سخن یکی از میادین اصلی در شهر امیرکلا مجسمه یادبودی از امیر پازواری در این میدان نصب گردیده‌است.